# Bulbophyllum pabstii
Bulbophyllum pabstii är en orkidéart som beskrevs av Leslie Andrew Garay. Bulbophyllum pabstii ingår i släktet Bulbophyllum och familjen orkidéer. Inga underarter finns listade i Catalogue of Life.